# Chala
Chala (hebrejsky חלה‎, v množném čísle חלות‎, chalot), nazývaná také barches, je speciální chléb, který pečou aškenázští a někteří sefardští Židé na šabatové a sváteční hostiny.
Podle židovských tradic začíná šábesové a sváteční jídlo požehnáním nad dvěma bochníky chleba (ha-moci). Tyto „dva bochníky“ (hebrejsky: lechem mišne) jsou připomínkou, jak Židům, putujícím během exodu z Egypta padala z nebe mana. Mana nepadala během šabatu a svátků, avšak namísto toho den před šabatem a svátky spadla dvojitá porce.

## Oddělování chaly
Termín chala označuje rovněž část těsta, která se podle židovské tradice odděluje od těsta určeného k pečení. Tato oddělená část byla původně předána kohenovi jako kněžská dávka (truma); v dnešní době není konzumace kněžských dávek z halachických důvodů možná a je proto zvykem chalu spálit.
Velikost oddělované části těsta Tóra neurčuje, a z tohoto hlediska postačí oddělení libovolně malé části; rabínská tradice určila, že soukromá osoba by měla oddělit 1/24, pekař 1/48 těsta.
Požadavek oddělení chaly se vztahuje na těsto vyrobené z některého z pěti druhů obilí (pšenice, ječmen, žito, oves, špalda) v množství větším než omer (což odpovídá v závislosti na typu mouky množství 1400–1700 g), které je určené k upečení chleba nebo podobného výrobku. Přestože Tóra výslovně zmiňuje chléb jedený v Izraeli, rabínská tradice přikázala oddělovat chalu i v diaspoře.
Oddělování chaly je chápáno v kontextu ostatních kohenských dávek jako prostředek obživy kohenů (kteří neobdrželi v Izraeli dědičnou půdu), má však i další symbolický a mystický význam zmíněný v midraši a kabalistické literatuře.
Oddělování chaly je jednou ze tří micvot (společně se zapalováním šabatových svíček a péčí o pravidla rodinné čistoty) předepsaných prvořadě ženám.